# Chlorops circularis
Chlorops circularis är en tvåvingeart som beskrevs av Becker 1916. Chlorops circularis ingår i släktet Chlorops och familjen fritflugor.
Artens utbredningsområde är Uganda. Inga underarter finns listade i Catalogue of Life.